# Jacob Magnus Hultgren

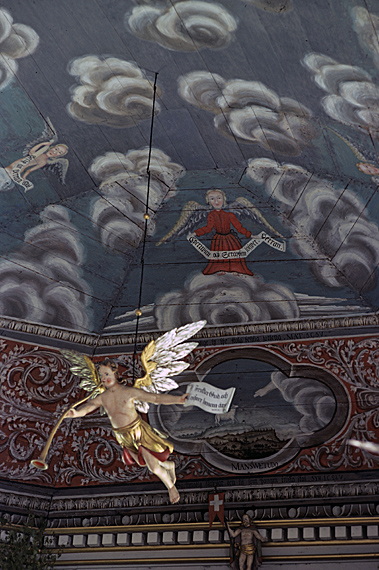
Takmålning från Sällstorps kyrka.

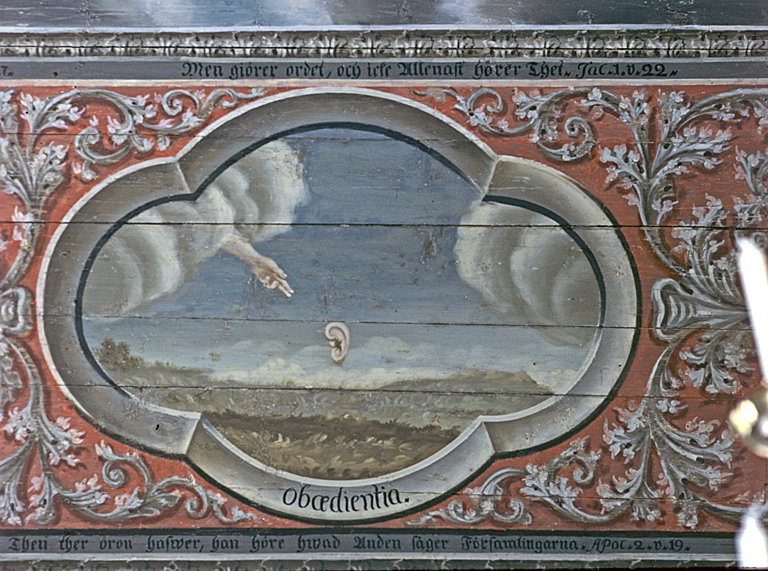
Lydnaden. Symboliserad av ett svävande öra. Målning utförd 1793 i Surteby kyrka.

Jacob Magnus Hultgren, född 1741 i Östergötland, död 18 juli 1830 i Varberg, var en svensk kyrkomålare.

## Biografi
Hultgren kom till Varberg omkring 1790, närmast från Ulricehamn. Han kallas redan 1790 fabriqueur i handlingarna, vilket innebar att han målade tapeter. Enligt hallordningen 1770 behövde en fabrikör inte var utlärd mästare i sitt yrke, vilket inte Hultgren var. Fabrikörer var inte heller underkastade skråtvånget.
Hultgren var alltså en icke skråansluten målare, som i hög grad präglat flera kyrkomiljöer i framförallt Varbergstrakten. Om hans lärlingstid och hans östgötaår vet man inget. Även om han var produktiv, anses han hålla en påfallande låg målarkvalitet. Han ersatte något av sin bristande förmåga med att medvetet knyta an till halländska folkkonsttraditioner.
Det kyrkliga måleriet i Halland levde kvar när det upphört i andra landskap. Halland har därmed varit ett reliktområde. Hultgren är en av förgrundsgestalterna i denna fördröjda process. Hos honom urskiljer man en kvarleva av de äldre kyrkovalvsmålningarna, men också en helt ny stillinje: det folkligt dekorativa och primitiva.
Hultgren gifte sig första gången med Catrina Björling. De fick tillsammans dottern Maja Lisa (född 1784). Hultgren var gift med Sara Helena Justelius (1767–1818). Makarna hade sex barn, samtliga födda i Varberg. Hultgren avled 1820 i Varberg.

## Verk
- 1786-1788 Torpa kyrka, Halland. Bilder på västläktaren tror man vara ujtförda av Hultgren. Delvis bevarade.
- 1789-1790 Hillareds kyrka. Läkare. Bevarad.
- 1793-1794 Sällstorps kyrka. Kortak. Bevarad.
- 1794 Surteby kyrka. Takmålning. Bevarad.
- 1795 Idala kyrka. Takmålning. Bevarad.
- 1795 Bredareds kyrka. Takmålning. Bevarad.
- 1796 Älekulla kyrka. Takmålning i tillbyggt kor. Bevarad.
- 1796 Frillesås kyrka. Takmålning. Ett tjugotal bräder bevarade.
- 1801 Svartrå kyrka. Takmålning. Bevarad.
- 1804 Landa kyrka, Halland. Takmålning tillsammans med Peter Hallberg, där han troligen endast utfört treenighetssymbolen i koret. Bevarad.
- 1812 Nösslinge kyrka. Tak, väggar och bänkar, där tak och väggar är bevarade.
- 1817 Okome kyrka. Riven.
- 1819 Krogsereds kyrka. Nedbrunnen 1924.